# Гравел-Ридж (Арканзас)
Гравел-Ридж (англ. Gravel Ridge, Arkansas) — статистически обособленная местность, расположенная в округе Пьюласки (штат Арканзас, США) с населением в 3232 человека по статистическим данным переписи 2000 года. Гравел-Ридж был присоединен к городу Шервуд.
На специальных выборах в начале 2008 года избиратели проголосовали за присоединение к соседнему городу Шервуду.

## География
По данным Бюро переписи населения США статистически обособленная местность Гравел-Ридж имеет общую площадь в 4,92 квадратных километров, водных ресурсов в черте населённого пункта не имеется.
Статистически обособленная местность Гравел-Ридж расположена на высоте 77 метров над уровнем моря.

## Демография
По данным переписи населения 2000 года в Гравел-Ридж проживало 3232 человека, 887 семей, насчитывалось 1275 домашних хозяйств и 1331 жилой дом. Средняя плотность населения составляла около 659,6 человека на один квадратный километр. Расовый состав Гравел-Ридж по данным переписи распределился следующим образом: 80,57 % белых, 14,17 % — чёрных или афроамериканцев, 0,65 % — коренных американцев, 1,08 % — азиатов, 0,03 % — выходцев с тихоокеанских островов, 2,38 % — представителей смешанных рас, 1,11 % — других народностей. Испаноговорящие составили 2,94 % от всех жителей статистически обособленной местности.
Из 1275 домашних хозяйств в 36,2 % — воспитывали детей в возрасте до 18 лет, 52,7 % представляли собой совместно проживающие супружеские пары, в 13,7 % семей женщины проживали без мужей, 30,4 % не имели семей. 26,1 % от общего числа семей на момент переписи жили самостоятельно, при этом 5,7 % составили одинокие пожилые люди в возрасте 65 лет и старше. Средний размер домашнего хозяйства составил 2,53 человек, а средний размер семьи — 3,06 человек.
Население статистически обособленной местности по возрастному диапазону по данным переписи 2000 года распределилось следующим образом: 26,9 % — жители младше 18 лет, 10,9 % — между 18 и 24 годами, 34,4 % — от 25 до 44 лет, 21,1 % — от 45 до 64 лет и 6,8 % — в возрасте 65 лет и старше. Средний возраст жителей составил 32 года. На каждые 100 женщин в Гравел-Ридж приходилось 94,2 мужчин, при этом на каждые сто женщин 18 лет и старше приходилось 91,1 мужчин также старше 18 лет.
Средний доход на одно домашнее хозяйство в статистически обособленной местности составил 39 551 доллар США, а средний доход на одну семью — 44 318 долларов. При этом мужчины имели средний доход в 31 553 доллара США в год против 21 903 доллара среднегодового дохода у женщин. Доход на душу населения в статистически обособленной местности составил 16 932 доллара в год. 7,9 % от всего числа семей в округе и 8,5 % от всей численности населения находилось на момент переписи населения за чертой бедности, при этом 10,6 % из них были моложе 18 лет и 12,9 % — в возрасте 65 лет и старше.